# Никольский, Сергей Михайлович
Серге́й Миха́йлович Нико́льский (17 [30] апреля 1905, Завод Талица, Пермская губерния — 9 ноября 2012, Москва) — советский и российский математик, академик Российской академии наук (АН СССР) с 1972 года .
Известен своим фундаментальным научным вкладом в функциональный анализ, теорию приближения функций, теорию уравнений в частных производных; был хорошо известным преподавателем ведущего высшего учебного заведения страны — МФТИ, в котором читал лекции на протяжении 50 лет — до достижения 92-летнего возраста; автор базовых учебников по высшей математике для вузов и школьных учебников, провёл большую работу как методист преподавания математики. Неоднократно обращался к мемуарному жанру.

## Биография
Родился в посёлке Завод Талица Пермской губернии (ныне город в Свердловской области). Его отец, Михаил Дмитриевич Никольский, выпускник Петербургского лесного института, учёный-лесовод первого разряда, как до, так и после революции работал лесничим в различных районах России. В дореволюционное время его положение было довольно высоким, он имел чин надворного советника. Мать, Людмила Михайловна (в девичестве — Фёдорова), была до замужества сельской учительницей. При возможности отец также преподавал.
Сергей был четвёртым ребёнком (старше были две сестры и брат) в семье, всего детей было шестеро. Его детство прошло в Августовской пуще (Польша), поскольку отец получил назначение в Щербо-Ольшанское лесничество Августовского уезда Сувалкской губернии, на самом западе Российской империи.
Сергей начал учиться в подготовительном классе гимназии польского города Сувалки. С началом Первой мировой войны в 1914 году семья перебралась в Чернигов, в этом городе Сергей поступил в гимназию (учился с первого по четвёртый класс). С 1918 года семья жила в Воронежской губернии, куда переехала в связи с назначением главы семейства на должность лесничего Шиповского опытного лесничества. С 14 лет Сергей работал в лесничестве и наблюдателем на метеорологической станции Красный Кордон, а затем был помощником садовника в питомнике Ливенского совхоза.
Первым наставником в будущей профессии для Никольского стал отец, который хорошо знал математику и физику, умел дифференцировать и интегрировать. Первой книжкой по математике, которую изучил Никольский, была «Элементы математического анализа». Особенность книги состояла в том, как вспоминал он сам, что в этой книге математический анализ был изложен «на пальцах» — на интуитивной основе.
После гибели отца от рук бандитов в конце 1921 года Сергей с матерью вновь оказались в Чернигове. Там он начал работать в системе политико-просветительной работы среди населения — в губернском отделении, экстерном сдавал экзамены в техникуме. После ряда приключений комсомолец Никольский, имея 4-летний трудовой стаж и рекомендательную бумагу от Комиссариата (министерства), оказался в Екатеринославе (теперь город Днепр) на физико-математическом факультете университета, первые полгода совмещал учёбу с работой на металлургическом заводе рабочим. На решение Никольского сделать математику своей профессией особенное влияние оказали лекции профессора Г. А. Грузинцева, прошедшего большую научную школу в Гёттингене, куда был послан Харьковским университетом для усовершенствования в науках и где посещал семинары знаменитого математика Гильберта.
В 1929 году Никольский окончил Екатеринославский институт народного образования, по окончании преподавал там же, а также в других вузах города — горном, транспортном, фармацевтическом — и около полугода вёл физику и математику на рабфаке и фабзавуче в городе Каменское).
В 1930-х годах в Днепропетровск регулярно приезжал для чтения лекций великий отечественный математик А. Н. Колмогоров. Никольский охотно слушал его лекции и вскоре стал его учеником, хотя был младше Колмогорова всего на два года. Колмогоров и вовлёк Никольского в активную научную работу. По совету своего учителя Сергей в 1934 году был командирован Днепровским университетом в аспирантуру в Москву на мехмат МГУ. После полуторагодового обучения С. М. Никольский защитил кандидатскую диссертацию на тему «Линейные уравнения в банаховом пространстве». После защиты он возглавил специально организованную для него в Днепропетровском университете кафедру теории функций. Вместе с Колмогоровым они организовали семинар по теории приближений, участником семинара был известный впоследствии математик А. Ф. Тиман. В Днепропетровске возникла научная школа в области теории приближений.
С 1940 года Никольский работал в Институте математики (впоследствии Математический институт им. В. А. Стеклова Российской академии наук, МИАН), в январе 1941 года приступив к выполнению диссертационной работы в качестве докторанта в отделе теории функций. Вместе с женой и сыном он поселился в Подмосковье, в посёлке у станции Ухтомская. К лету этого года Сергей Михайлович завершил докторскую диссертацию.
В первые месяцы Великой Отечественной войны С. М. Никольский действовал в составе пожарной команды в Москве, вместе с А. А. Ляпуновым принимал участие в сооружении противотанковых укреплений в районе Малоярославца, на подступах к Москве. За это был награждён медалью «За оборону Москвы». В конце октября в числе наиболее талантливых учёных АН СССР (докторов и докторантов) был эвакуирован в Казань, где в январе 1942 года защитил докторскую диссертацию по теории приближения функций полиномами (многочленами), оппонентами были А. О. Гельфонд, Б. М. Гагаев, А. И. Плеснер. Впоследствии в воспоминаниях писал, что его особенно поразил поступок Колмогорова, вместо личных вещей привёзшего в Казань рукопись его диссертации. Наряду с теоретическими исследованиями в военные годы он выполнил некоторые расчеты по военной тематике.
Являлся членом редакционного совета журнала «Успехи математических наук», членом редколлегии информационных изданий по математике ВИНИТИ, главным редактором реферативного журнала «Математика». В 1943—1947 гг. по совместительству работал заведующим кафедрой математики Московского автодорожного института.
С 1947 года С. М. Никольский — профессор МФТИ, куда был приглашён по рекомендации И. М. Виноградова, С. А. Христиановича и М. В. Келдыша. Для МФТИ личность Никольского является знаковой: первую лекцию студентам Физтеха Сергей Михайлович прочитал в 1947 году — это была лекция по математическому анализу, а последнюю лекцию в стенах Физтеха он прочитал в 1997 году в возрасте 92 лет. Преподавал математику также в Фармацевтическом институте. Сам Никольский называл себя не только учёным, но и «педагогом до мозга костей».
В 1955 году подписал «Письмо трёхсот» с критикой лысенковщины.
С 1953 по 1962 год С. М. Никольский был заместителем директора МИАН СССР по научной работе, в 1962 году возглавил отдел теории функций, оставив в 1988 году руководство отделом был назначен советником дирекции МИАН, затем перешёл в главные научные сотрудники. Был профессором МФТИ и механико-математического факультета МГУ, членом Президиума Научно-методического совета по математике при Министерстве образования и науки РФ. В 2005 году в Москве состоялась конференция, посвящённая 100-летию С. М. Никольского, в которой он принял участие.
Был членом КПСС, с восстановлением в 1993 году КПРФ стал её членом.
Обсуждая свою рекордно продолжительную жизнь человека и учёного, Сергей Михайлович Никольский отмечал, что, не постигнув секрета долголетия, пришёл к выводу о том, что «математика явно не вредит человеку».
Скончался 9 ноября 2012 года в Москве на 108-м году жизни. Прощание прошло в зале траурных церемоний РАН 14 ноября. Похоронен на Троекуровском кладбище (уч. 26).

## Научная деятельность

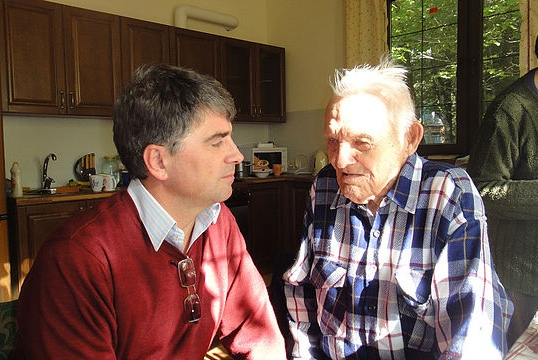
С. М. Никольский обсуждает секреты долголетия. 2010 год

Первые работы посвящены линейным уравнениям в нормированных пространствах, обобщил теорию Рисса-Шаудера о линейных уравнениях с вполне непрерывным оператором на случай степени подчиненного оператора, являющейся вполне непрерывным оператором. Получил представление линейного фредгольмова оператора с нулевым индексом в виде суммы обратимого и вполне непрерывного оператора и в виде суммы обратимого и конечномерного оператора. Эти и некоторые другие результаты в этой области открыли новое научное направление — обобщённые фредгольмовы элементы в кольцах операторов и в структурной теории колец, среди приложений этой теории — задачи упругих сред.
Никольскому принадлежат фундаментальные результаты в области функционального анализа, в теории приближения функций (в среднем, алгебраическими многочленами, сферическими полиномами, на многообразиях), в теории квадратурных формул (фактически получил один из первых точных результатов о приближении функций сплайнами), теории вложения функциональных пространств и её приложениям к вариационным методам решения уравнений с частными производными (вырождающиеся эллиптические уравнения). Большой цикл работ Никольского относится к теории дифференцируемых функций многих переменных. С. М. Никольский — всемирно признанный глава созданной им большой научной школы по теории функций и её приложениям. Он автор более 100 научных публикаций, в том числе трёх монографий, двух учебников для вузов, семи учебников для школ.
В 1954 году оргкомитет Международного конгресса математиков в Амстердаме пригласил Никольского прочитать обзорный доклад по теории приближений. В течение 30 лет являлся заместителем главного редактора, а затем главным редактором Трудов Математического института им. В. А. Стеклова. Многие годы участвовал в работе ВАК СССР в качестве члена и председателя экспертной комиссии по математике, члена пленума ВАК. Много лет был председателем Государственной экзаменационной комиссии на Механико-математическом факультете МГУ. Активно участвовал в работе АН СССР и РАН. Большой вклад внёс в развитие математической науки на Северном Кавказе.
Работал над совершенствованием программ и учебников математики для общеобразовательной школы. Авторский коллектив С. М. Никольский, М. К. Потапов, Н. Н. Решетников, А. В. Шевкин создал семь учебников «Арифметика» (5-6), «Алгебра» (7-9), «Алгебра и начала анализа» (10-11), которые выпускало издательство «Просвещение».
Создал научную школу, более 75 учеников Никольского получили научные степени, им подготовлено 11 докторов физико-математических наук.
Переживал развал советской науки, в середине 1990-х годов, накануне своего 90-летия, оценивая научную атмосферу в России, признался: «Сейчас, конечно, плохое время для научной работы — засилие серых людей. Кто всё же может заниматься наукой, и фактически ею занимается, достоин восхищения».

## Звания и награды
- Член-корреспондент АН СССР (1968), член АН СССР (1972), иностранный член Венгерской академии наук (1976), Польской академии наук (1980)[7], Краковской академии наук и искусств (2004), Национальной ПН Республики Казахстан (2005)[30].
- Почётный профессор Киевского государственного университета (2005), почётный профессор Днепропетровского университета (1994), почётный доктор МФТИ (1995)[30], почётный профессор Московского Физико-технического института (1997), заслуженный профессор МГУ им. М. В. Ломоносова (2005)[7].
- Почётный член Московского математического общества (1987), почётный член Киевского математического общества (1989)[30].
- Лауреат Сталинской премии — за исследования по теории приближений (1952), дважды лауреат Государственной премии СССР — за монографию «Интегральные представления функций и теория вложения» (1977) и за трёхтомный учебник «Высшая математика: Учебник для вузов» (в соавторстве с Я. С. Бугровым) (1987), Государственной премии Украины в области науки и техники — за цикл научных работ «Теория сплайнов и её применение в оптимизации приближений» (1994)[31], премии Правительства РФ — за «Углублённую математическую подготовку инженерно-физических и физико-технических специальностей университетов» (2002)б (2004), премии имени П. Л. Чебышёва АН СССР (1972), премии имени М. В. Остроградского НАН Украины (1999), премии МГУ им. М. В. Ломоносова за выдающийся вклад в развитие образования (2005)[2][7][28].
- Орден «За заслуги перед Отечеством» II степени (18 апреля 2005 года) — за выдающийся вклад в развитие отечественной науки и подготовку квалифицированных специалистов[32].
- Орден Ленина (29 апреля 1975 года) — за заслуги в развитии математической науки, подготовке научных кадров и в связи с семидесятилетием со дня рождения[33].
- Орден Октябрьской Революции (1985)[2].
- Орден Трудового Красного Знамени (1953)[2].
- Медаль «За оборону Москвы» (1945)[30].
- Медаль «За доблестный труд в Великой Отечественной войне 1941—1945 гг.» (1946)[30].
- Золотая медаль имени И. М. Виноградова Российской академии наук (1991) — за цикл работ по теории приближений функций и вложений функциональных классов и по её приложениям, медалями имени Больцано Чешской академии наук (1979), имени Коперника Польской академии наук (1992)[2].
- Благодарность Президента Российской Федерации (27 декабря 1999 года) — за большой вклад в развитие отечественной науки, многолетний добросовестный труд[2][34].
- Премия имени А. Н. Колмогорова (2000) — за цикл работ «Приближение функций на многообразиях и их продолжение»[2][35].
- Премия города Москвы «Легенда века» (20 января 2005 года) — за уникальные научные разработки, выдающиеся заслуги в становлении и развитии научных школ и подготовке научных кадров[36].

## Семья
- Жена, Нина Ивановна[37] (1910—1998).
  - Сын Юрий[37] (1934—1991).
  - Сын Михаил (род. 1941) — математик, доктор наук, сотрудник Математического института РАН и профессор кафедры оптимального управления факультета ВМК МГУ[38].
  - Дочь Наталья (1945—2017) — кандидат наук, преподавала математику в РГУ нефти и газа имени Губкина[39].

## Основные работы
- Приближение функций многих переменных и теоремы вложения. — 2-е изд. — М.: Наука, 1977. — 456 с.
- Элементы математического анализа. — М.: Наука, 1981. — 224 с.
- Курс математического анализа. — М.: Наука, 1983. (6-е изд. 2001):
  - Т. 1. — 468 с.
  - Т. 2. — 451 с.
- Квадратурные формулы. — 4-е изд. — М., 1988;
- Бугров Я. С., Никольский С. М. Высшая математика. — М.: Наука, 1988. — Т. 1: Элементы линейной алгебры и аналитической геометрии.
- Бугров Я. С., Никольский С. М. Высшая математика. — М.: Наука, 1988. — Т. 2: Дифференциальное и интегральное исчисление. — 432 с. — ISBN 5-02-013737-5.
- Бугров Я. С., Никольский С. М. Высшая математика. — М.: Наука, 1989. — Т. 3: Дифференциальные уравнения. Кратные интегралы. Ряды. Функции комплексного переменного. (2-е изд. 2003)
- Бесов О. В., Ильин В. П., Никольский С. В. Интегральные представления функций и теоремы вложения. — 2-е изд. — М., 1996
- Воспоминания. — М.: МИАН, 2003. — 158 с. — ISBN 5-98419-002-8.
- Мой век. — Фазис, 2005. — 320 с. — ISBN 5-7036-0099-5. (2-е изд. 2011)
- Избранные труды: В 3 т. — М., 2006—2009.